# Likosaari (ö i Södra Savolax, Pieksämäki)
Likosaari är en ö i Finland. Den ligger i sjön Sysmä och i kommunen Jorois i den ekonomiska regionen  Pieksämäki ekonomiska region  och landskapet Södra Savolax, i den södra delen av landet, 270 km nordost om huvudstaden Helsingfors. Öns area är 1,8 hektar och dess största längd är 190 meter i öst-västlig riktning.